# Jordan Sarrou
Jordan Sarrou (ur. 9 grudnia 1992) – francuski kolarz górski, wielokrotny medalista mistrzostw świata i mistrz Europy.

## Kariera
Pierwszy sukces w karierze Jordan Sarrou osiągnął w 2012 roku, kiedy wspólnie z Victorem Koretzkym, Julie Bresset i Maximem Marottem roku zdobył srebrny medal w sztafecie cross-country podczas mistrzostw świata w Leogang. Na tych samych mistrzostwach zajął także trzynaste miejsce w indywidualnej rywalizacji mężczyzn U-23. Na rozgrywanych rok później mistrzostwach Europy w Bernie zwyciężył w kategorii U-23, a na mistrzostwach świata w Pietermaritzburgu razem z Marottem, Bresset i Raphaëlem Gayem zdobył kolejny srebrny medal w sztafecie. Nie brał udziału w igrzyskach olimpijskich. 